# Нікополь (село)
Ні́кополь —  село в Україні, у Барвінківській міській громаді Ізюмського району Харківської області. Населення становить 588 осіб - (2020).

## Географія
Село Нікополь знаходиться на правому березі річки Сухий Торець, на сході примикає до села Гусарівка, на захід за 2 км село Надеждівка (приєднано до м. Барвінкове), за 3,5 км на захід знаходиться місто Барвінкове. Поруч проходить залізнична гілка, село знаходиться між станціями Надеждівка і Гусарівка, у селі є станція Дерезівка.

## Назва
Село Нікополь раніше називалося Герсеваново (за прізвищем пана, якому належали ці землі), а пізніше зі зміною власника землі, яким став Нікопольйон, воно набуло теперішньої назви.

## Історія
Раніше село Нікополь було частиною села Гусарівка.
12 червня 2020 року, відповідно до Розпорядження Кабінету Міністрів України  № 725-р «Про визначення адміністративних центрів та затвердження територій територіальних громад Харківської області», увійшло до складу Барвінківської міської територіальної громади.
19 липня 2020 року, в результаті адміністративно-територіальної реформи та ліквідації Барвінківського району, село увійшло до складу Ізюмського району.

## Пам'ятки
На північній окраїні с. Нікополь виявленні дев'ять курганів висотою від 1,5 до 5 метрів.

## Відомі люди
З Нікополем пов'язані імена Миколи Борисовича Герсеванова, генерал-майора, військового письменника, перу якого належить "Історія Кримської війни 1853-1855 рр.". За його підтримки йшло спорудження дільниці залізниці від Лозової до Микитівки. А Михайло Миколайович Герсеванов, 1830 року народження, прославився як російський інженер-будівельник, вчений у галузі гідротехніки. З 1883 по 1902 рр. - директор інституту інженерів шляхів сполучення в Петербурзі. З 1885 року по 1893 рік він був також заступником голови комісії по облаштуванню морських і річкових комерційних портів. Основні наукові роботи відносяться до галузі морської гідротехніки. Помер у Петербурзі в 1907 році.

## Інтернет-посилання
- Погода в селі Гусарівка [Архівовано 23 березня 2016 у Wayback Machine.]